# Salim Barakat
Salim Barakat, född 1 september 1951 i Qamishli, Syrien, är en kurdisk-syrisk romanförfattare och poet.
Salim Barakats verk kännetecknas av magisk realism. På svenska har bland annat den självbiografiska romanen Järngräshoppan utgivits. Han är sedan 1999 bosatt i Sverige.